# Thunder Bay District
Der Thunder Bay District ist ein Verwaltungsbezirk im Zentrum der kanadischen Provinz Ontario. Hauptort ist Thunder Bay. Die Einwohnerzahl beträgt 146.048 (Stand: 2016), die Fläche 103.722,82 km², was einer Bevölkerungsdichte von 1,4 Einwohnern je km² entspricht. Der Bezirk liegt am Nordufer des Lake Superior und entstand 1871 aus dem westlichen Teil des Algoma District. In der Folge wurden einzelne Gebiete abgetrennt und neu entstandenen Bezirken zugeteilt: Rainy River District 1885, Kenora District 1907 und Cochrane District 1921. Auf dem Gebiet des Districts liegt der größte Binnensee Ontarios, der Nipigonsee.
Mit dem 8920,61 km² großen Wabakimi Provincial Park liegt der zweitgrößte der Provincial Parks in Ontario im Bezirk.
| Kenora District      | Kenora District                             |                                   |
| Rainy River District | Kompassrose, die auf Nachbargemeinden zeigt | Cochrane District Algoma District |
| Minnesota (USA)      | Michigan (USA)                              |                                   |

## Gliederung
Gemeinden
- Conmee
- Dorion
- Gillies
- Greenstone
- Manitouwadge
- Marathon
- Neebing
- Nipigon
- O’Connor
- Oliver Paipoonge
- Red Rock
- Schreiber
- Shuniah
- Terrace Bay
- Thunder Bay

Reservate
- Aroland 83
- Fort William 52
- Ginoogaming First Nation
- Gull River 55
- Lac des Mille Lacs 22A1
- Lake Helen 53A
- Long Lake 58
- Ojibway Nation of Saugeen
- Pays Plat 51
- Pic Mobert North
- Pic Mobert South
- Pic River 50
- Rocky Bay 1
- Seine River 22A2
- Whitesand

Gemeindefreie Gebiete
- Thunder Bay, Unorganized (mit den Ansiedlungen Armstrong, East Gorham, Hurkett, Kaministiquia, Lappe, Nolalu, Rossport, Savant Lake, Shebandowan und Upsala)

## Wirtschaft und Infrastruktur
Neben Forstwirtschaft ist Bergbau in Thunder Bay ein großes Geschäft. Ungefähr 850 Einwohner von Thunder Bay arbeiten in Minen. In den letzten Jahren haben neue Entdeckungen und ein starker Metallmarkt (Gold, Palladium, Platin und Lithium) das Interesse an Exploration und Bergbau im Nordwesten Ontarios geweckt. Hier aktive Unternehmen sind zum Beispiel Barrick Gold, Kinross Gold, New Gold, Newmont Mining und die auch in Deutschland tätige Rock Tech Lithium.
Wichtige Straßen sind Ontario Highway 11 und Ontario Highway 17. Ebenfalls im Süden des Distrikts in Ost-West-Richtung verlaufen Eisenbahnstrecken. Vom Thunder Bay Airport werden verschiedene nordamerikanische Ziele angeflogen.